# Govert van Oord
Govert van Oord (Werkendam, 16 februari 1840 – aldaar, 3 juni 1912) was een Nederlands ondernemer en grondlegger van de baggermaatschappij Van Oord. Hij is de stamvader van het geslacht Van Oord.

## Levensloop
Hij was de oudste zoon van Jan van Oord (1813-1881), griendwerker, en Antje Visser (1814-1890). Omdat zijn vader al op jonge leeftijd overleed (Govert was toen 13) was hij medekostwinner. Hij had leidinggevende capaciteiten en werd gevraagd om onderbaas te worden in de griendonderneming van de Sliedrechtse familie Van de Wetering. Op zijn 28e kreeg hij een diep religieuze ervaring. Tegen de zin van zijn moeder scheidde hij zich af van de Hervormde Kerk en en werd lid van de Afgescheiden Kerk in Werkendam (een Gereformeerde kerk). Hierdoor raakte hij in conflict met zijn werkgever over de zondagsarbeid en werkoverleg op zondag. Voor zijn werkgever waren dat redenen om hem te ontslaan. Hij begon daarom in oktober 1986 voor zichzelf en wilde een pachtcontract voor het hakken en verkopen van griendhout binnenhalen. Het lukte hem om een pachtcontract voor 2,5 ha griendhout in de Honswijkse polder (een half uur lopen ten oosten van Werkendam) binnen te slepen. Hij kreeg hierbij steun van Notaris Van der Elst in Werkendam, die ook de borgstelling en de aanbetaling kon regelen.
De eerste 25 jaar was hij een actief ondernemer, maar de resultaten waren maar matig. Toch liet hij zich hierdoor niet uit het veld slaan. Hij breidde zijn werkgebied uit, o.a. naar het westen van de Biesbosch, hij nam ook langjarige pachtcontracten aan, en ten slotte in de jaren 80 verwierf hij grienden in eigendom.

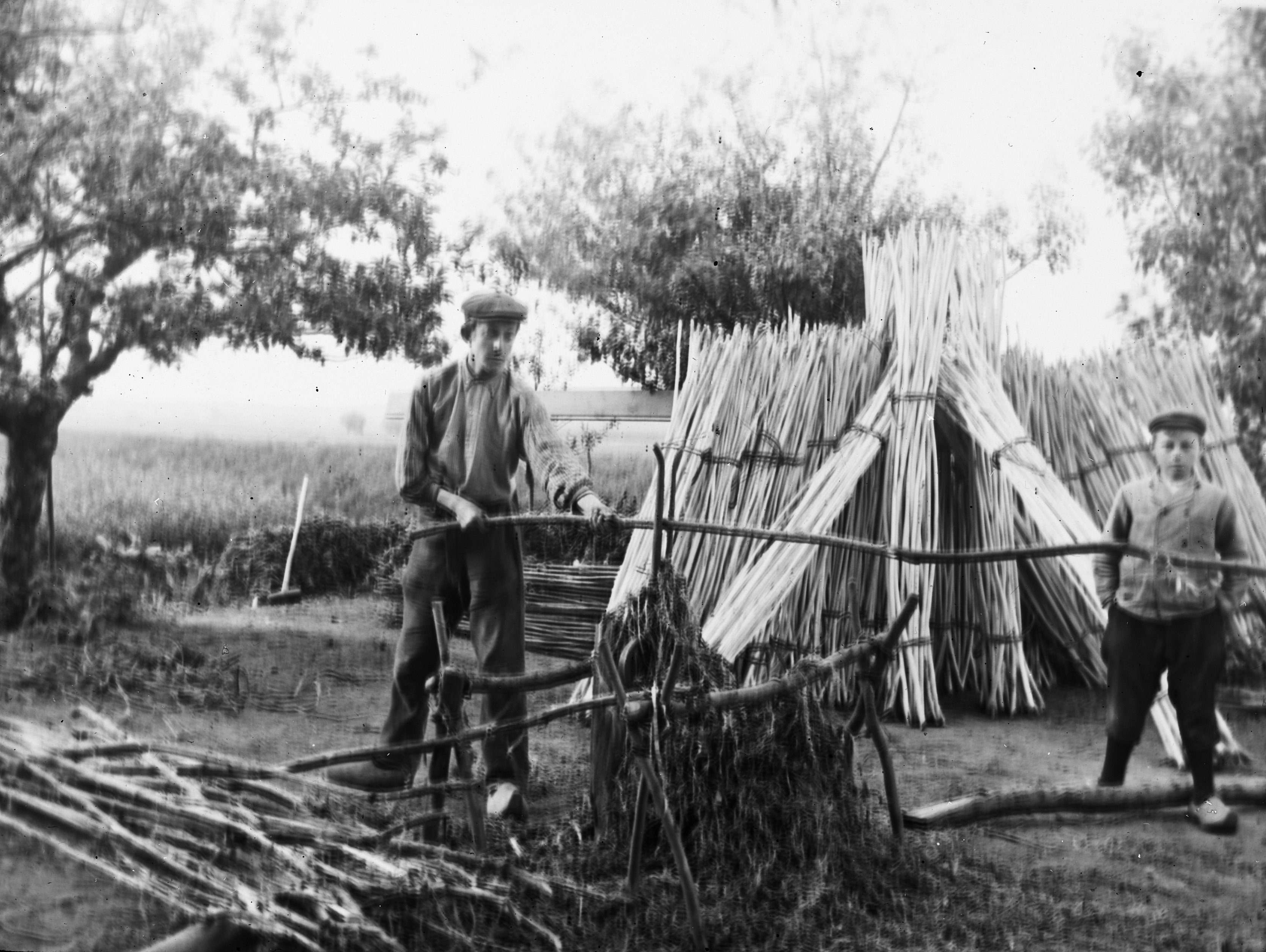
Het schillen van wilgenteen

Een volgende stap was het nabewerken van gehakte hout (zoals het schillen en het hoepmaken). Govert kocht zijn eerste hoekpmakerij in 1885, in de jaren daarna nog een  aantal van deze bedrijven in Werkendam en andere plaatsen. Het overgebleven griendmateriaal werd verkocht als rijshout voor waterbouwkundige werken. Maar dit was in het einde van de 19e eeuw van ondergeschikt belang. Pas in de tweede helft van de twintiger jaren van de 20e eeuw ontstond als gevolg van de bouw van de Afsluitdijk een grote vraag naar waterbouwkundig rijshout. Govert was daar niet echt in geïnteresseerd, Het aannemen van dit soort werk was vrij risicovol, en de positie van onderaannemer voor rijshout was een zwakke positie door de sterke afhankelijkheid van de hoofdaannemer. En die afhankelijkheid was strijdig met zijn wens tot behoud van zelfstandigheid. De werksfeer en omstandigheden op de buitenwerken kon Govert moeilijk in overeenstemming brengen met zijn morele overtuigingen.  Het gevolg hiervan was dat tot de dertiger jaren van de 20e eeuw de familie Van Oord ondernemers waren in de griendcultuur en de handel in rijshout en rijshoutproducten, maar geen aannemers.
Hij had zicht op het eind van de 19e eeuw opgewerkt tot de 25 meest vermogende mensen in Werkendam, in deze periode nam ook de invloed van confessioneel orthodoxe groeperingen in Werkendam toe, Govert werd één van hun leiders, hij was ouderling van de Gereformeerde  Kerk en een van de oprichters van de christelijke school van Werkendam. In 1897 kwam hij namens de Anti-Revolutionaire Partij in de gemeenteraad.
Zijn zoons moesten vanaf het einde van hun leerplichtige leeftijd (voor de jongste twee was dat vanaf twaalf jaar, voor de oudere vanaf hun veertiende) in het bedrijf meewerken. De oudste zoon nam en prominente positie in. Hij was het type van de zuinige koopman, die zich bij iedere transactie afvroeg of er wel winst in zat. De combinatie van de energieke en risicominnende ondernemer Govert en zijn zoon, de risicomijdende koopman Jan Jasper, bleek een gouden duo te zijn.
Volwassen geworden zonen van Govert van Oord:
- Jan Jasper (1879-1954)
- Marius Jan (1883-1955)
- Jacobus Gerrit (Jac G) (1893-1966)
- Govert (1895-1960)

Deze zonen zijn alle vier actief geweest in het bedrijf, zie  hiervoor Van Oord (geslacht)
Van Oord was getrouwd met Cornelia Baijense (1854-1921).

## Standbeeld
Ter herinnering aan Van Oord is in 2018 in Werkendam een standbeeld opgericht, getiteld De Griendwerker.